# Francisco Flores Córdoba
Francisco Flores Córdoba (* 12. Februar 1926 in Guadalajara, Bundesstaat Jalisco; † 13. November 1986 ebenda) war ein mexikanischer Fußballspieler, der mit seinem Heimatverein Chivas Guadalajara zwischen 1957 und 1962 fünfmal Meister wurde und somit ein Teil jener legendären Mannschaft war, die in den neun Jahren zwischen 1957 und 1965 siebenmal Meister wurde und den Beinamen „Campeonísimo“ erhielt. Bekannt war er auch unter seinem Spitznamen „Panchito“ (Wanst).

## Laufbahn
Flores, der von 1951 bis 1962 bei Chivas unter Vertrag stand und vorwiegend im offensiven Mittelfeld agierte, wurde in den Kader der mexikanischen Nationalmannschaft berufen, der zur WM 1958 nach Schweden reiste und bei diesem Turnier alle 3 Spiele für sein Heimatland bestritt. Insgesamt streifte Pancho sich den Dress der Nationalmannschaft elfmal über und erzielte dabei fünf Tore; unter anderem steuerte er drei Tore beim 7:0-Sieg gegen die Niederländischen Antillen bei.

## Erfolge
- Mexikanischer Meister (5): 1957, 1959, 1960, 1961, 1962
- Mexikanischer Supercup (4): 1957, 1959, 1960, 1961
- CONCACAF-Champions’-Cup-Sieger (1): 1962